# Чернов Михайло Олександрович
Михайло Олександрович Чернов  (8 листопада 1891, село Тезіно Кінешемського повіту Костромської губернії, тепер у складі міста Вічуга Вічузького району Івановської області, Росія — розстріляний 15 березня 1938, Москва) — радянський діяч, голова виконавчого комітету Іваново-Вознесенської губернської ради РРФСР (1922—1923), голова виконавчого комітету Донецької губернської ради (1923—1925), народний комісар внутрішньої торгівлі УСРР (1925—1929), нарком землеробства СРСР (1934—1937). Член ЦК ВКП(б) (1934—1937).

## Біографія
Народився в родині робітника. З 1902 по 1906 рік навчався в духовному училищі, з 1906 по 1908 рік — в духовній семінарії. У 1911 році закінчив екстерном Костромську гімназію.
У 1909 вступив в РСДРП, меншовик. У 1916—1920 роках — соціал-демократ(меншовик)—інтернаціоналіст.
У 1911—1917 роках — вчитель, викладач робітничих курсів на Іваново-Вознесенській текстильній фабриці «Томна», репетитор.
З 1913 по 1914 рік був слухачем Мсковського міського народного університету імені Шанявського. З 1913 по 1917 рік навчався на математичному відділенні фізико-математичного факультету Московського університету (не закінчив).
У 1917—1918 роках — член управи Іваново-Вознесенської міської думи.
У 1918—1919 роках — відповідальний секретар комітету по закладах Іваново-Вознесенського політехнічного інституту, вчитель на курсах командного складу, завідувач Іваново-Вознесенського губернського відділу РСІ, завідувач агітпросвітвідділу Ярославського військового округу.
Член РКП(б) з січня 1920 року.
У 1920—1921 роках — завідувач Іваново-Вознесенського губернського відділу державного контролю, завідувач Іваново-Вознесенського губернського відділу народної освіти, редактор губернської газети.
У грудні 1921 — серпні 1922 року — відповідальний секретар Іваново-Вознесенського губернського комітету РКП(б).
У серпні 1922 — серпні 1923 року — голова виконавчого комітету Іваново-Вознесенської губернської ради.
У жовтні 1923 — 1925 року — заступник голови, голова виконавчого комітету Донецької губернської ради в місті Бахмуті.
У січні 1925 — травні 1929 року — народний комісар внутрішньої торгівлі Української СРР. Одночасно з листопада 1926 по грудень 1930 року — член колегії Народного комісаріату торгівлі СРСР.
У травні 1929 — січні 1930 року — начальник хлібофуражного відділу, у січні — серпні 1930 року — начальник садово-городньої секції Наркомату торгівлі СРСР.
У серпні — грудні 1930 року — голова Всесоюзного об'єднання хлібозаготівель «Союзхліб».
У грудні 1930 — лютому 1932 року — заступник народного комісара постачання СРСР. У лютому 1932 — квітні 1933 року — заступник голови Комітету заготівель при РНК СРСР.
У квітні 1933 — квітні 1934 року — голова Комітету по заготівлях сільськогосподарської продукції при РНК СРСР.
10 квітня 1934 — 29 жовтня 1937 року — народний комісар землеробства СРСР.
У травні 1937 року в його наркоматі прокуратурою СРСР розпочато розслідування великої справи про зрив забезпечення колгоспів насінням, Чернов був звинувачений у «відсутності контролю». 29 жовтня 1937 звільнений з посади, а 7 листопада 1937 року — заарештований органами НКВС.
Як обвинувачений притягнутий до процесу у справі «Антирадянського правотроцькістського блоку». В останньому слові заявив: «Я негайно ж після арешту склав зброю і дав щирі, правдиві свідчення. Я не можу заглядати своїх злочинів - вони занадто великі. Своєю подальшою роботою я постараюся загладити хоча б одну невелику частку цих тяжких злочинів». 13 березня 1938 року засуджений до смертної кари, 15 березня 1938 року розстріляний. Похований на полігоні «Комунарка» біля Москви.
4 лютого 1988 року посмертно реабілітований. 21 червня 1988 року поновлений в членах КПРС.